# Infoli
L'infoli o in-folio (del llatí in folio), abreujat com a in-2n, és un terme tècnic utilitzat en enquadernació per indicar la mida d'un llibre, on el full imprès s'ha plegat només una vegada sobre el costat menor, per la qual cosa dona lloc a dos folis que equivalen a quatre pàgines.
Quan el full es plega en quatre parts, el plegat s'anomena en quart, com ara dins la frase "volum en quart", o, en llatí, in-quarto (abreujat in-4t), si en 8, en octau, com ara en la frase "volum en octau", o in-octau (abreujat in-8è), si en 16, en setzè o in-decimosexto (abreujat in-16è), si en 32, in-32è i si en 64, in-64è.

## Història
El in-folio era més o menys gran segons la mida del full de paper. Sobretot durant el període d'impressió manual, els fulls de paper es fabricaven en grandàries molt variades que depenien del país, el taller o l'època en què es feia.
Així, la mida de l'alçada de la pàgina pot variar entre 30,49 i 38,1 cm.
Durant els segles xvii i xviii, els in-folio són generalment llibres de referència, molt voluminosos (podien pesar al voltant de 10 kg per tom) i amb un format de paper proper l'estàndard A3. Pel seu alt cost de producció, el tiratge estava generalment limitat a un nombre reduït d'exemplars. La filigrana se solia situar en el centre del foli.